# Kitty Gordon
Kitty Gordon (22 de abril de 1878 – 26 de maio de 1974) foi uma atriz britânica de cinema e teatro.
Ela nasceu Constance Minnie Blades, em Folkestone, Inglaterra. Sua primeira atuação profissional no palco foi no Shaftesbury Theatre de Bristol em 1901, com uma produção de turismo de San Toy. Ela fez sua primeira aparição no cinema em 1916, em As in a Looking Glass. Em 19 de outubro de 1911, ela estrelou a estreia do musical do compositor Victor Herbert, The Enchantress, no Teatro de Nova Iorque. Kitty continuou seu trabalho no palco de 1919 em diante. Ela também fez aparições na televisão.
Em 1932 casou-se com Ralph Ranlet.

## Filmografia selecionada
- As in a Looking Glass 1916
- Her hour 1917
- National Red Cross Pageant 1917
- The Wasp 1918
- Tinsel 1918
- Adele 1919

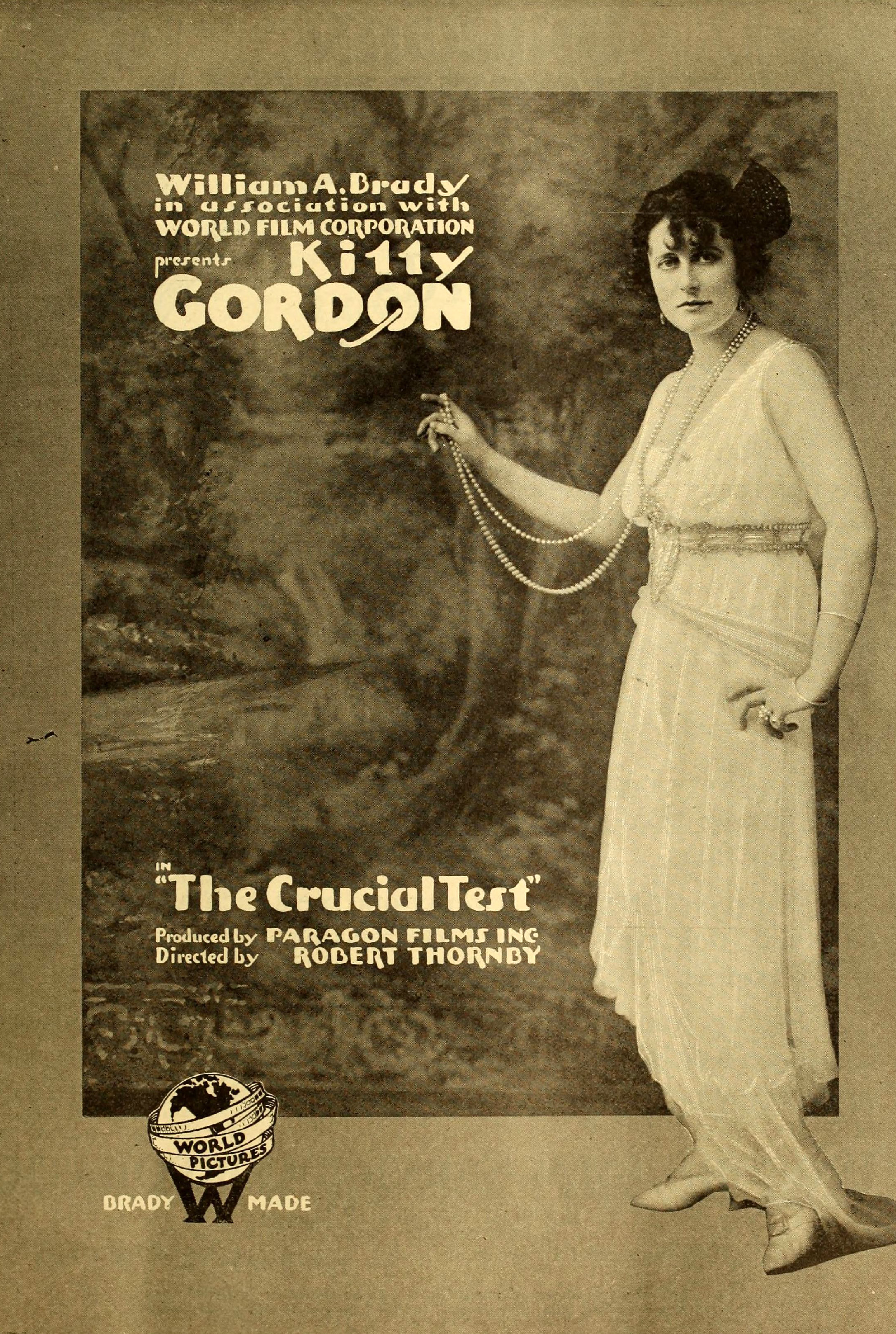
The Crucial Test (1916)
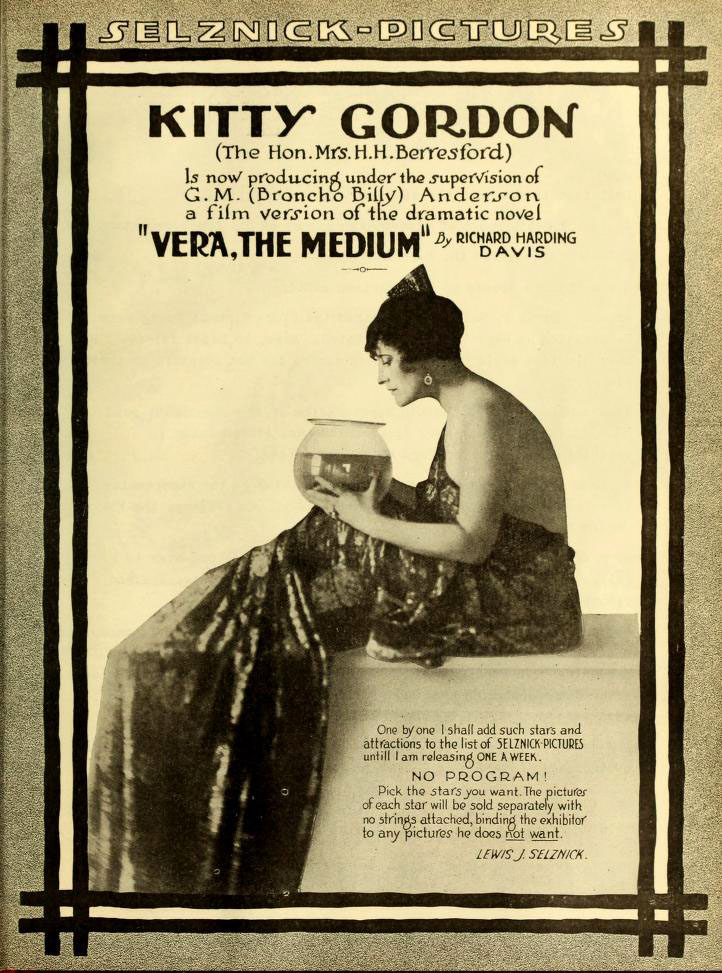
Vera the Medium (1916)
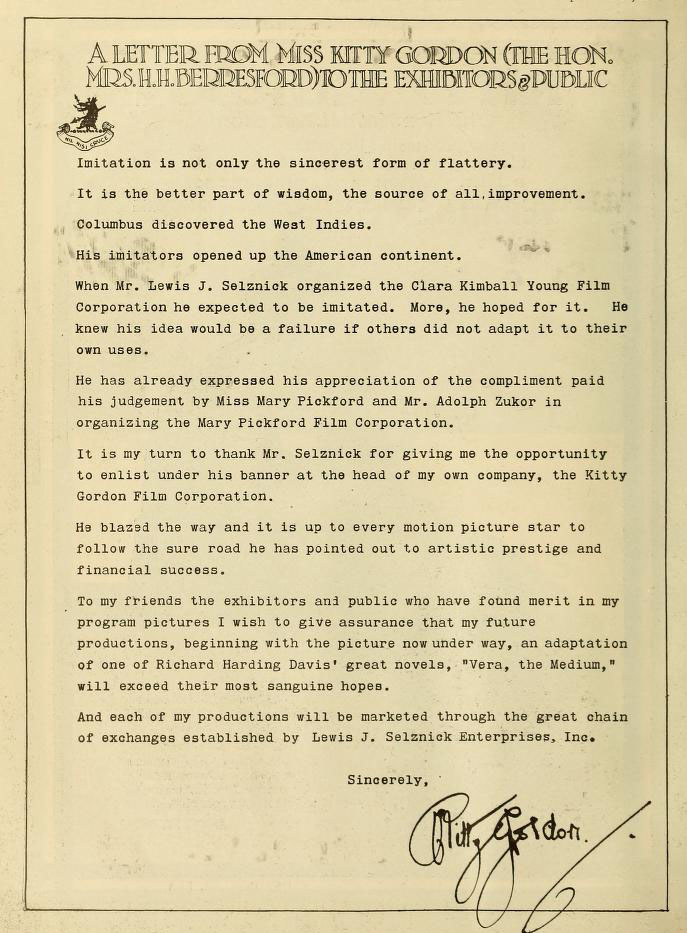
Anúncio (1916)
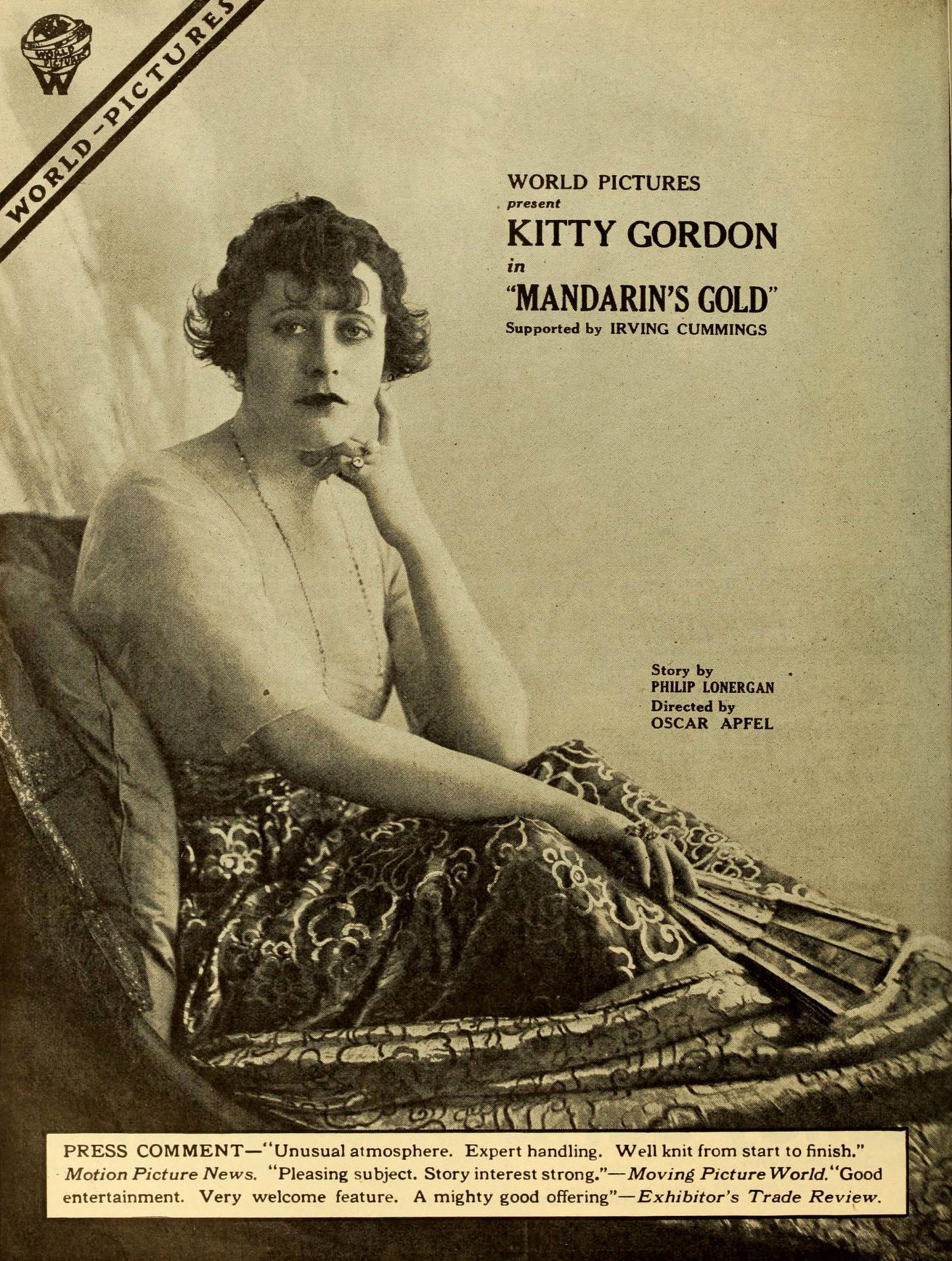
Mandarin's Gold (1919)